# Hampus Finndell
Hampus Finndell (Västerås, 6 giugno 2000) è un calciatore svedese, centrocampista del Djurgården.

## Carriera

### Club
Nel suo percorso giovanile milita nell'IK Franke e nel Brommapojkarna prima di trasferirsi in Olanda al Groningen.
Il 20 dicembre 2017 il Djurgården rende noto l'ingaggio del giocatore con un quadriennale valido a partire dall'imminente mese di gennaio 2018. Al suo primo anno nella capitale svedese, Finndell gioca solo nelle giovanili del club, ad eccezione di uno scampolo di partita in occasione del quarto di finale della Coppa di Svezia 2017-2018 vinto 1-0 contro l'Häcken. Il 15 maggio 2019, subentrando sul campo del Falkenberg, fa il suo debutto nel campionato di Allsvenskan, nel quale totalizza tre presenze stagionali.
Per l'intera annata 2020, al fine di acquisire esperienza, viene girato in prestito al Dalkurd nel campionato di Superettan. Finndell colleziona 24 presenze e 3 assist, tuttavia la squadra retrocede in Ettan.
Rientrato al Djurgården, viene utilizzato con regolarità da titolare sin dalla seconda giornata dell'Allsvenskan 2021. Il 25 aprile 2021, alla terza giornata, trova la prima rete in Allsvenskan aprendo le marcature nella trasferta vinta 1-3 contro il Varberg. Chiude rispettivamente l'Allsvenskan 2021 con 3 reti in 26 presenze, quindi nell'edizione 2022 segna 5 gol in 27 partite, infine nell'edizione 2023 va a segno 5 volte in 24 presenze.
Il 1º febbraio 2024 viene reso noto il suo approdo ai tedeschi dell'Eintracht Braunschweig (2. Bundesliga) in prestito fino al successivo 30 giugno. Al termine di questo periodo, l'opzione di riscatto non viene esercitata dal Braunschweig e così il giocatore a luglio torna a disposizione del Djurgården.
Pochi giorni più tardi, il 17 luglio 2024, ha lasciato il Djurgården per trasferirsi ai norvegesi del Viking a titolo definitivo. L'esperienza in Norvegia è durata solo pochi mesi, poiché già nel gennaio 2025 è stato riacquistato dal Djurgården con un accordo valido fino al 2028.

### Nazionale
Ha giocato nelle nazionali giovanili svedesi Under-17, Under-19 ed Under-21.

## Statistiche

### Presenze e reti nei club
Statistiche aggiornate al 2 aprile 2025.
| Stagione          | Squadra                | Campionato        | Campionato | Campionato | Coppe nazionali | Coppe nazionali | Coppe nazionali | Coppe continentali | Coppe continentali | Coppe continentali | Altre coppe | Altre coppe | Altre coppe | Totale | Totale |
| Stagione          | Squadra                | Comp              | Pres       | Reti       | Comp            | Pres            | Reti            | Comp               | Pres               | Reti               | Comp        | Pres        | Reti        | Pres   | Reti   |
| ----------------- | ---------------------- | ----------------- | ---------- | ---------- | --------------- | --------------- | --------------- | ------------------ | ------------------ | ------------------ | ----------- | ----------- | ----------- | ------ | ------ |
| 2018              | Djurgården             | A                 | 0          | 0          | CS+CS           | 1+0             | 0               |                    | -                  | -                  |             | -           | -           | 1      | 0      |
| 2019              | Djurgården             | A                 | 3          | 0          | CS              | 1               | 0               |                    | -                  | -                  |             | -           | -           | 4      | 0      |
| 2020              | Dalkurd                | S1                | 25+1       | 0          | CS+CS           | 3+1             | 0               |                    | -                  | -                  |             | -           | -           | 30     | 0      |
| 2021              | Djurgården             | A                 | 26         | 3          | CS+CS           | 5+0             | 0               |                    | -                  | -                  |             | -           | -           | 31     | 3      |
| 2022              | Djurgården             | A                 | 27         | 5          | SC+SC           | 3+0             | 0+0             | UECL               | 13                 | 2                  |             | -           | -           | 43     | 7      |
| 2023              | Djurgården             | A                 | 24         | 5          | SC+SC           | 5+1             | 1+0             | UECL               | 2                  | 0                  |             | -           | -           | 32     | 6      |
| gen.-giu. 2024    | Eintracht Braunschweig | 2.BL              | 9          | 0          | CG              | 0               | 0               |                    | -                  | -                  |             | -           | -           | 9      | 0      |
| 2024              | Viking                 | E                 | 11         | 0          | CN              | 0               | 0               |                    | -                  | -                  |             | -           | -           | 11     | 0      |
| 2025              | Djurgården             | A                 | 0          | 0          | SC+SC           | 2+0             | 0+0             | UECL               | 3                  | 0                  |             | -           | -           | 5      | 0      |
| Totale Djurgarden | Totale Djurgarden      | Totale Djurgarden | 80         | 13         |                 | 18              | 1               |                    | 18                 | 2                  |             | -           | -           | 116    | 16     |
| Totale carriera   | Totale carriera        | Totale carriera   | 126        | 13         |                 | 22              | 1               |                    | 18                 | 2                  |             | -           | -           | 166    | 16     |